# Giro di Toscana 2005
Il Giro di Toscana 2005, settantottesima edizione della corsa e valida come evento dell'UCI Europe Tour 2005 categoria 1.1, si svolse il 1º maggio 2005 su un percorso totale di 196 km. Fu vinto dall'italiano Daniele Bennati che terminò la gara in 5h03'53", alla media di 38,699  km/h.
Partenza con 110 ciclisti, dei quali 88 portarono a termine il percorso.

## Ordine d'arrivo (Top 10)
| Pos. | Corridore            | Squadra       | Tempo    |
| ---- | -------------------- | ------------- | -------- |
| 1    | Daniele Bennati      | Lampre        | 5h03'53" |
| 2    | Mychajlo Chalilov    | LPR-Piacenza  | s.t.     |
| 3    | Marco Velo           | Fassa Bortolo | s.t.     |
| 4    | Dmitrij Konyšev      | LPR-Piacenza  | s.t.     |
| 5    | Ruggero Marzoli      | Acqua & Sap.  | s.t.     |
| 6    | Krzysztof Szafranski | Cer. Flaminia | s.t.     |
| 7    | Sergio Barbero       | Naturino      | s.t.     |
| 8    | Francesco Failli     | Naturino      | s.t.     |
| 9    | Slavomir Kohut       | Miche         | s.t.     |
| 10   | Marco Osella         | Androni-3C    | s.t.     |